# Costifrons pulcher
Costifrons pulcher är en stekelart som först beskrevs av Szepligeti 1916.  Costifrons pulcher ingår i släktet Costifrons och familjen brokparasitsteklar. Inga underarter finns listade i Catalogue of Life.